# Stalingrad (trò chơi điện tử 2005)
Stalingrad (còn gọi là Great Battles of WWII: Stalingrad) là trò chơi máy tính thuộc thể loại chiến thuật thời gian thực do công ty của Nga là DTF Games phát triển. Trò chơi được dựng dựa trên Enigma Engine của Nival Interactive vốn được sử dụng trong trò Blitzkrieg và là một sản phẩm hoàn toàn độc lập.

## Chiến dịch
Stalingrad có hai chiến dịch dựa trên các sự kiện ở miền nam nước Nga giữa mùa hè năm 1942 và đầu năm 1943. Chiến dịch quân Đức cho phép người chơi chỉ huy tập đoàn quân số 6 khi họ tiến đến gần thành phố và các trận đánh diễn ra tại đó. Chiến dịch của Hồng Quân Công Nông nối tiếp diễn biến của Hồng Quân trong quá trình giải phóng Stalingrad và tiêu diệt tập đoàn quân số 6. Tổng cộng game có 36 màn chơi, trong đó có 7 màn "thưởng" được mở khóa nếu người chơi hoàn thành mục tiêu nhất định trong các màn chơi trước đó. Các màn chơi tự chúng sao chép từ các bản đồ chiến thuật lịch sử và ảnh chụp trên không thực tế được thực hiện trong khoảng thời gian diễn ra chiến dịch.

## Đơn vị quân
Trò chơi có khoảng trên 150 đơn vị quân (bao gồm cả xe chiến đấu bọc thép, các loại xe và bộ binh khác), một vài trong số đó được lấy từ bản game gốc. Đáng chú ý trong số các đơn vị quân mới là trọng pháo 203mm B4 của Liên Xô, các biến thể của loại pháo tự hành Marder (chỉ vài cái là có trong bản game gốc) và loại pháo tự hành thử nghiệm Panzerselbstfahrlafette V "Sturer Emil" dài 12.8 cm của Đức. Bên cạnh các đơn vị lính và xe cơ giới còn có một số lượng lớn các công trình mới và các vật thể khác đặc biệt được tạo ra cho game. Chúng bao gồm đại diện của nhà máy xay lúa và nhà máy sản xuất máy kéo tháng Mười Đỏ.

## Lối chơi
Vì game được dựa trên engine của Blitzkrieg nên lối chơi cũng tương tự, dù pháo binh trong Stalingrad có hỏa lực kém chính xác và tăng tầm bắn và tầm nhìn (khoảng hai lần tiêu chuẩn của Blitzkrieg). Đã qua rồi cái thời khái niệm về đơn vị quân trọng yếu mà người chơi có thể giữ lại để đi suốt chiến dịch. Thay vào đó, Stalingrad mô phỏng kinh nghiệm chiến đấu của đơn vị quân với các tổ lính kiệt sức và các đơn vị cựu chiến binh trong các màn sau của chiến dịch.

## Tóm lược
Sự chú ý đến từng chi tiết, không chỉ trong bản thân trò chơi, mà còn thấ rõ ra ngoài bằng việc thêm vào một cuốn sách nhỏ bên trong hộp trình bày và bách khoa toàn thư tương tác (ẩn đi trong thư mục cài đặt và có thể vào được thông qua ứng dụng EXTRA.exe). Một giao diện được tân trang hoàn toàn làm cho Stalingrad trông khác với người anh em Blitzkrieg của nó.
Là tựa game nổi tiếng trong cộng đồng Blitzkrieg, không chỉ đối với giá trị của nó như một trò chơi cố gắng hướng tới sự chân thực về mặt lịch sử, mà còn sửa được lỗi "phòng tuyến" (và các lỗi nhỏ khác) đã có mặt trong engine gốc. Lỗi này cho phép các đơn vị quân tham gia vào các đơn vị quân khác thông qua các vật thể tĩnh như nhà cửa, may mắn là có thể được sửa chữa bằng cách thay thế một tập tin trong quá trình cài đặt Blitzkrieg với một tập tin được cập nhật cùng tên từ Stalingrad. Việc thiếu một công cụ tạo màn hoặc các tùy chọn trình đơn lựa chọn các màn chơi tùy chỉnh đã được cộng đồng Blitzkrieg dễ dàng khắc phục bằng cách với một số màn chơi tự tạo tùy biến cho trò chơi cũng như một số sửa đổi.
Ở Nga và các nước CIS được phát hành bởi 1C Games. Tại hầu hết châu Âu Stalingrad được phân phối bởi BlackBean Games vào tháng 3 năm 2005 dưới tên "Great Battles of WWII: Stalingrad" và CDV (chỉ dành cho Đức). Game không được phát hành chính thức tại Mỹ.

## Ngoài lề
Bản game do 1C và BlackBean phát hành còn bao gồm biểu tượng chữ Vạn đã được gỡ bỏ từ việc phát hành bản tiếng Đức để tuân theo luật pháp liên bang Đức. Ban nhạc "metal-dub" của Nga Skafandr đảm trách việc sản xuất nhạc nền trò chơi. 